# Équipe du Canada masculine de water-polo
L'équipe du Canada masculine de water-polo est la sélection nationale représentant le Canada dans les compétitions internationales de water-polo masculin. Elle est sélectionnée par Water Polo Canada (Canadian Water Polo Association, Inc).
Son meilleur résultat est une 9e place lors des Jeux olympiques de Montréal en 1976.
Du 6 janvier au 10 avril 2016, l'équipe est entraînée par Pino Porzio.

## Performances dans les compétitions internationales

### Jeux olympiques
- 1984 : 10e place
- 2008 : 11e place